# Seranggracht
De Serangracht is een gracht met bijbehorende kaden in Amsterdam-Oost, ingedeeld bij de Indische Buurt.

## Geschiedenis en ligging
De gracht werd eind jaren negentig gegraven op het Java-eiland dat toen werd omgebouwd van aanlegplaats voor schepen tot woongebied. Ze doorsnijdt net als drie andere grachten het "eiland" van noord (het IJ) naar zuid (IJhaven). De gracht kreeg al op 23 maart 1994 haar naam (op de tekentafel), een vernoeming naar de Indonesische rivier Serang op Java. De inrichting van de gehele wijk was in handen van Sjoerd Soeters.

## Gebouwen
De huisnummers lopen op van 1 tot en met 58, terwijl de oneven huisnummers ophouden bij 19. De bouwstijl van de panden is van rond 1995, waarbij architecten als Art Zaaijer inspiratie haalden uit de eeuwenoude bebouwing binnen de grachtengordel. Alle buurpanden zien er anders uit, maar hetzelfde type woningontwerp kan wel elders in de wijk gevonden worden. Alle gebouwhoogten en voorgevels verschillen op dezelfde wijze. Daarbij staan sommige soortgelijke panden tegenover elkaar, maar niet in de juiste volgorde, waardoor een spiegelbeeld wordt voorkomen. Zo hebben huisnummers 9 en 16 een veranda met eenzelfde kruis in de afscheiding.

## Kunstwerken
Over de gracht liggen drie bruggen, van zuid naar noord Idee, Conscience en Serang. De eerste twee vallen onder de noemer letterbruggen, zowel bouwwerk als kunst. Een derde brug heeft meer het uiterlijk van een klassieke brug.

## Afbeeldingen

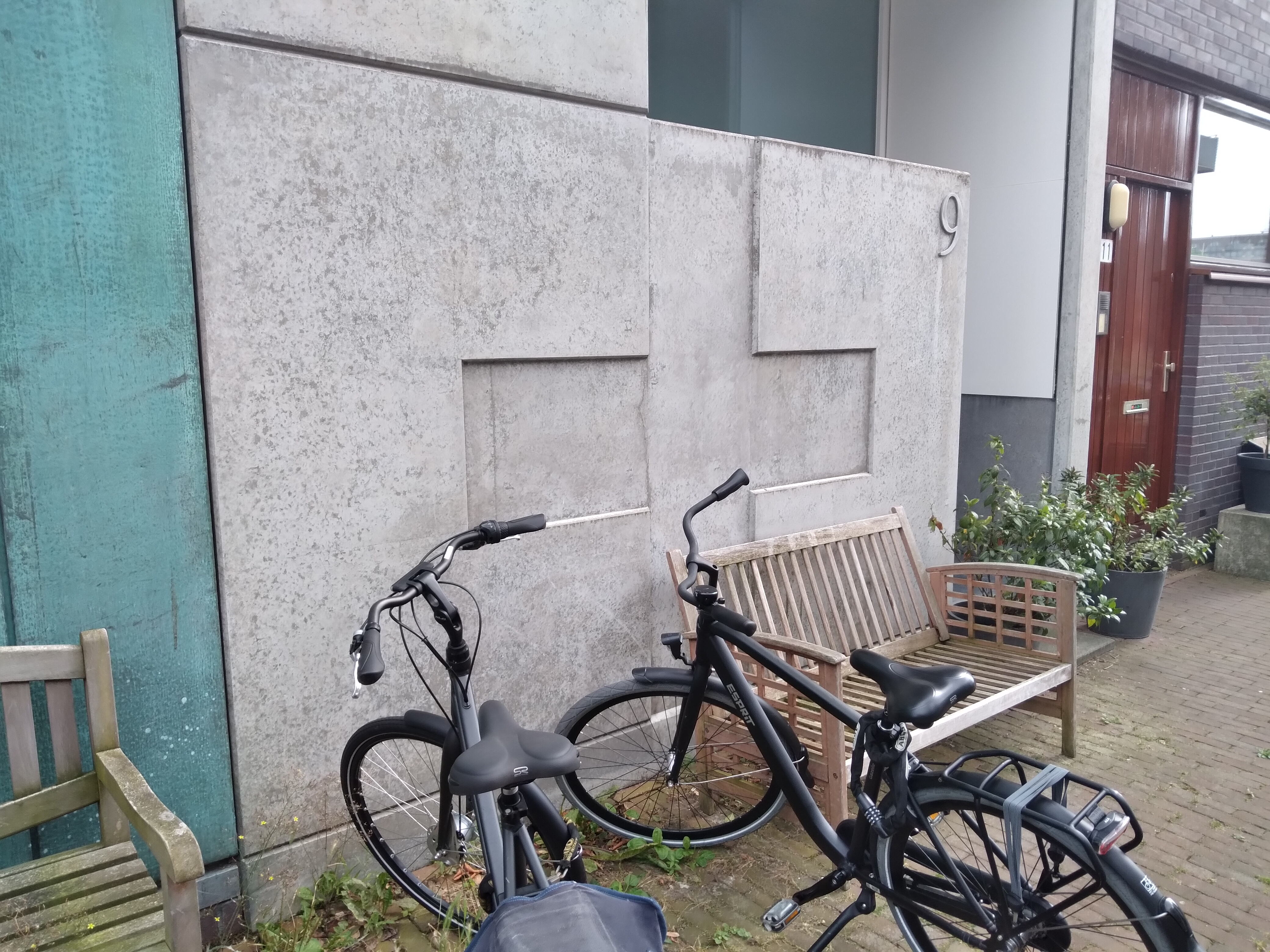
Seranggracht 9 met kruis (augustus 2021)
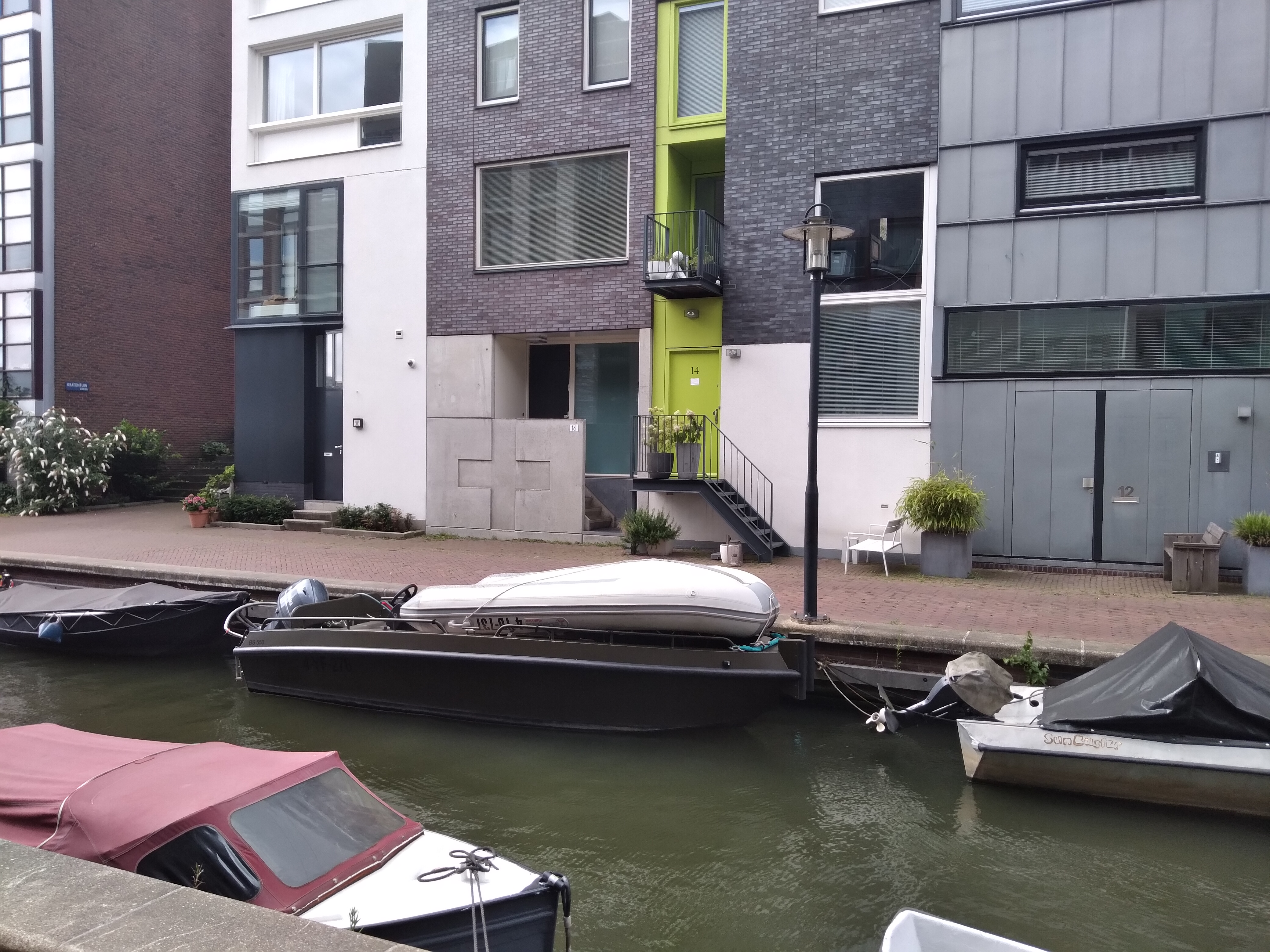
Seranggracht 16 met kruis (augustus 2021)